# Франсуа-Перон
Национальный парк Франсуа-Перон (англ. Francois Peron National Park) — национальный парк в штате Западная Австралия на полуострове Перон, расположенный в 726 км к северу от столицы штата Перта на границе с историческим регионом Залив Шарк. На южном краю парка находится город Денхем, Карнарвон расположен в 80 км к северу от парка. Площадь парка составляет 525,87 км².

## История и название
Австралийские аборигены были первыми жителями этого района и жили там более 26 тыс. лет. Местные жители, говорящие на языке малгана, называют этот район Вулибиди. Парк назван в честь французского естествоиспытателя и исследователя Франсуа Перона, который был зоологом во время научных экспедиций Николя Бодена 1801 и 1803 годов в Западную Австралию, и расположен в пределах ранней овцеводческой станции Перон.
Лагерь ловцов жемчуга был основан на полуострове в Геральд-Байт в 1880-х годах, и остатки ракушек до сих пор можно найти вдоль пляжа. С начала 1900-х годов станция использовалась как овцеводческая, в 1990 году она была продана правительству штата. Национальный парк был основан 8 января 1993 года благодаря покупке овцеводческой станции Перон в 1990 году.

## Инфраструктура
Для туристов в парке имеются площадки для пикников, спуска лодок и кемпинга вдоль западного побережья полуострова.

## Галерея
- Батл-Бей
- Соленые озёра в заливе Шарк
- Молох в парке